# Поляков, Николай Сергеевич
Поляков Николай Сергеевич (17 мая 1903, Екатеринослав — 5 декабря 1991, Днепропетровск) — советский учёный в области горной механики, профессор (1939), доктор технических наук (1960), член-корреспондент АН УССР (1945), академик АН УССР (1967). Заслуженный деятель науки УССР (1978).

## Биография
Родился 17 мая 1903 года в Екатеринославе.
Окончил реальное училище, потом учился в Днепропетровском университете и одновременно по горно-эксплуатационной специальности в Днепропетровском горном институте.
В 1926 году окончил Днепропетровский горный институт, где затем преподавал до 1964 года: в 1934—1963 годах заведовал кафедрой, в 1948—1961 годах — проректор по научной работе.
Опыт проектирования и эксплуатации шахт приобретал в Германии.
По окончании войны руководил кафедрой рудничного транспорта и лабораторией в горном институте. С 1945 года — руководил отделом комплексной механизации в Институте горных дел АН УССР.
При восстановлении шахтного потенциала Донбасса участвует в составлении генерального плана механизации шахт Донбасса и разработке правил безопасности.
В 1962 году под руководством Полякова возникает Днепропетровский филиал Института механики АН УССР, где он руководитель филиала и заведующий отделом. В 1967 году на основе филиала возникает научно-исследовательский Институт геотехнической механики АН УССР, который он возглавлял до 1975 года.

## Научная деятельность
Автор трудов по теории и эксплуатации горных транспортных машин, их расчётам, механизации горных работ. Проводил исследования в области теоретических основ горного транспорта и механизации процессов разработки полезных ископаемых.
Под его руководством была создана новая технология — подземной разработки месторождений марганцевой руды и бурого угля в УССР.
Организовал ежегодное издание научных сборников «Вопросы рудничного транспорта», исследовал конвейерные рудничные установки, разрабатывал основные правила безопасности при перевозке людей в подземных выработках.
Автор более 300 научных работ, обладатель 30 патентов на изобретения.
Как педагог подготовил 66 кандидатов и докторов наук.

### Научные труды
- Курс рудничного транспорта (1944, в соавторстве с Александром Спиваковским);
- Основы теории и расчёты рудничных транспортных установок (1962, в соавторстве с И. Г. Штокманом).

## Награды
- трижды Орден Ленина;
- дважды орден Трудового Красного Знамени;
- Орден «Знак Почёта»;
- Орден Дружбы народов (17 мая 1983)[1];
- Медаль «За восстановление угольных шахт Донбасса»;
- Знак «Шахтёрская слава» 1—3-й степеней;
- Заслуженный деятель науки УССР (1978).